# スクラルファート
スクラルファート（英: sucralfate）とは粘膜保護薬のひとつ。ショ糖硫酸エステルアルミニウム塩であり、胃や十二指腸における潰瘍表面のタンパク質と結合して被膜を形成する。スクラルファートはH2受容体拮抗薬やプロトンポンプ拮抗薬などの胃酸抑制薬による治療後の再発防止を目的として使用されるアルミニウム化合物。このアルミニウムは腎機能が低下していると体内に蓄積するので、透析患者への使用は禁忌とされている。

## 効能・効果
- 胃潰瘍、十二指腸潰瘍
- 下記の疾患の胃粘膜病変（びらん、出血、発赤、浮腫）の改善
  - 急性胃炎、慢性胃炎の急性増悪期

## 副作用
大きな副作用の頻度は少ない。
胃粘膜保護作用があるために他の薬剤の吸収を妨げることがある。牛乳やカルシウムを含むサプリメントと併用するとミルク・アルカリ症候群（高カルシウム血症）を起こし頭痛や吐き気、食欲不振を起こすことがある。炭酸飲料で飲むと中和作用が炭酸に対して使われてしまい、胃酸に対する効果が損なわれることがある。
腸溶性の薬品は胃の酸性の状況下では吸収されないよう作られているが、制酸薬と合わせて飲んだ場合は胃内がアルカリ性の傾向となるため、腸溶性薬品が腸まで到達しないことがある。
アルミニウムが含まれる製剤は、腎機能が悪いと体内にアルミニウムが蓄積しアルミニウム脳症などを起こす危険性がある。